# Roland Bengtsson
Kurt Roland Bengtsson, född 30 september 1916 i Engelbrekts församling i Stockholm, död 10 juli 2005 i Farsta församling, var en svensk gitarrist, lutenist och kontrabasist.

## Verksamhet
Roland Bengtsson var en mångsidig klassisk musiker med gitarr, luta och kontrabas som främsta instrument. Han studerade tidigt gitarr för Angel Iglesia i Spanien, och hade Hovkapellets förstebasist Knut Gullbrandsson som lärare på kontrabas. Som första musiker mottog han Gustav VI Adolfs "kungastipendium", och kunde med hjälp av detta utveckla sitt lutspel hos den tyske lutisten Walter Gerwig (1899–1966). Sedan 1958 verkade Bengtsson som lärare vid Kungliga Musikhögskolan.
Med början 1955 var han under ett 20-tal år medlem av "Gitarr-Kammartrion", i övrigt bestående av Edit Wohl, violin och Ebbe Grims-land, viola. Vid sin samverkan med Tonkonstnärstrion trakterade han såväl gitarr som luta och teorb.
Han har gjort ett flertal bearbetningar och arrangemang av bland andra Carl Michael Bellmans och Birger Sjöbergs musik liksom av seriös musik i övrigt, ofta framförd av honom själv på gitarr eller luta.
Från cirka 1939 var Roland Bengtsson ofta engagerad som studiomusiker. Svensk jazzdiskografi noterar honom som basist och/eller gitarrist vid ett flertal inspelningar av så kallade stenkakor med bland andra Svenska Hotkvintetten, Putte Wickmans och Charlie Normans orkestrar.
Bertil Danielssons Prix Italia-belönade TV-film Viggen Viggo från 1955, beledsagas av gitarrmusik, improviserad av Roland Bengtsson. Filmen repriserades senast i december 2006 vid televisionens 50-årsjubileum, och har kallats "en av de mest framgångsrika tevedokumentärerna någonsin".
I Thomas Funcks radioserie om Kalle Stropp medverkade Bengtsson med gitarrspel, liksom i långfilmen Kalle Stropp, Grodan Boll och deras vänner.
Som gitarrist ingick han i husbandet hos Lennart Hyland i TV-programmet Hylands hörna.
Tillsammans med sångaren och gitarristen William Clauson svarade han för en omfattande gitarrkurs i Sveriges Radio, där han själv stod för de häften som kompletterade programmen. Han har även på sitt eget "Gitarr och Luta förlag" givit ut en gitarrskola med titeln "Sång till gitarr".

## Filmografi

### Musik
- 1955 – Viggen Viggo
- 1956 – Kalle Stropp, Grodan Boll och deras vänner
- 1957 – Blondin i fara
- 1958 – Flottans överman
- 1971 – Lockfågeln

### Roller
- 1941 – Lärarinna på vift
- 1948 – Kärlek, solsken och sång
- 1950 – Restaurant Intim
- 1954 – Hjälpsamma herrn